# Anton Karlgren
Lars Anton Natanael Karlgren, född 9 juni 1882 i Jönköping, död 28 mars 1973 på Ekerö, var en svensk  tidningsman, slavist och lingvist. 

## Biografi
Karlgren var bror till sinologen Bernhard Karlgren och juristen Hjalmar Karlgren samt son till Johannes Karlgren, adjunkt i latin, grekiska och modersmålet vid Jönköpings högre allmänna läroverk och hans hustru Gabriella (Ella) Hasselberg Jakobsdotter.
Efter avlagd filosofie licentiatexamen vid Uppsala universitet var Karlgren andre redaktör och ansvarig utgivare för Dagens Nyheter 1910–1923, professor i slaviska språk vid Köpenhamns universitet från 1922 till sin pensionering och 1921–1948 medlem av Svenska Akademiens Nobelinstitut som representant för slavisk litteratur. Som journalist sysslade Karlgren med allehanda samhällsproblem och intresserade sig särskilt för utvecklingen i det samtida Ryssland. Som slavist intresserade sig Karlgren för med deklinationen sammanhörande problem.
Han var även översättare. Karlgren genomförde tillsammans med Oscar Hemberg en radikal modernisering av Dagens Nyheter. Han blev känd bland annat för djävulsstriden och för den på sin tid mycket kontroversiella förstasidesreform som han var med om att genomföra år 1909 då Dagens Nyheters förstasida gjordes om från annonssida till nyhetssida. 
Anton Karlgren är begravd på Ekerö kyrkogård.

## Filmografi
- 1911 – Hon fick platsen eller Exkonung Manuel i Stockholm

### Fotnoter
1. ↑   Sveriges dödbok 1901–2009 Swedish death index 1901–2009 (Version 5.0). Solna: Sveriges Släktforskarförbund. 2010. Libris 11931231
2. ↑  Anton Karlgren i Svenskt biografiskt lexikon
3. ↑  Carlquist, Gunnar, red (1933). Svensk uppslagsbok. Bd 15. Malmö: Svensk Uppslagsbok AB. sid. 1
4. ↑  Göran Åstrand: Känt och okänt på Stockholms kyrkogårdar: (Ordalaget Bokförlag 1998) sid.40 ISBN 91-973128-2-7